# کورناتیتسه
کورناتیتسه (به چکی: Kornatice) یک منطقهٔ مسکونی در جمهوری چک است که در ناحیه روکیتسانی واقع شده‌است. کورناتیتسه ۵٫۱۲ کیلومتر مربع مساحت و ۱۶۹ نفر جمعیت دارد و ۴۱۳ متر بالاتر از سطح دریا واقع شده‌است.